# Golfe de Cyparisse

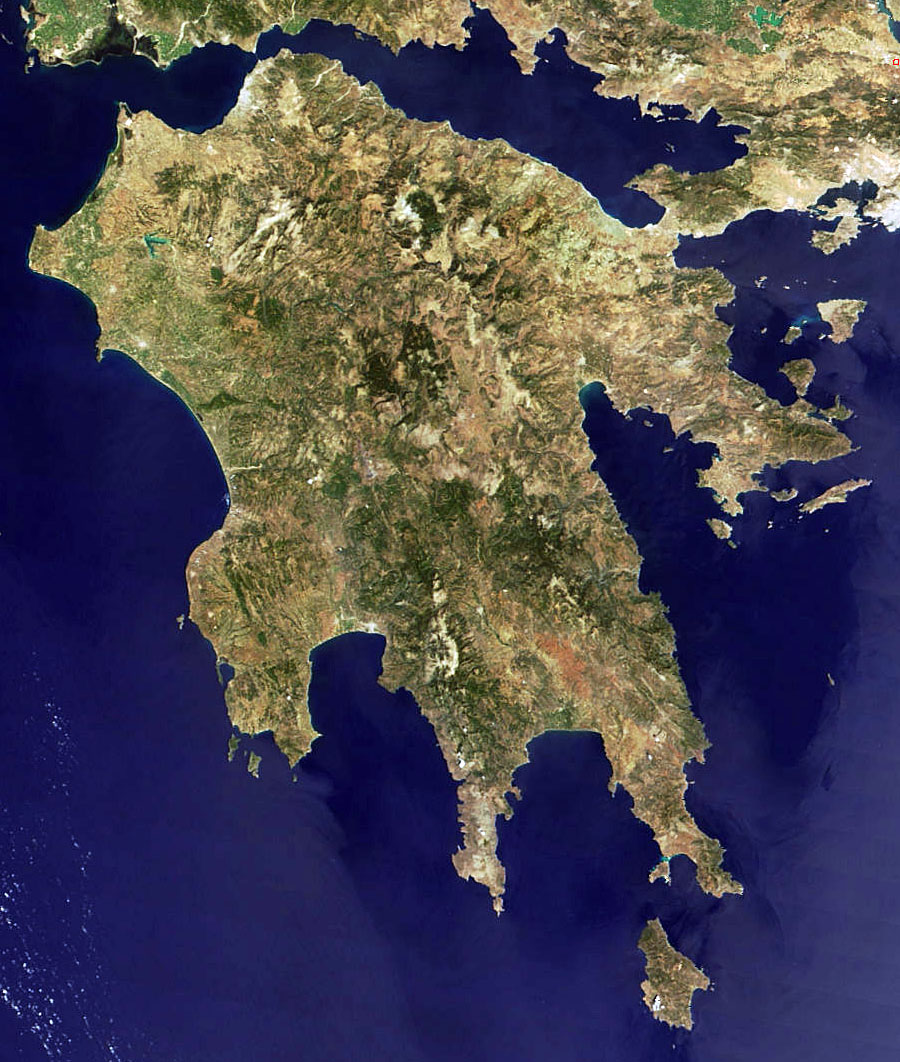
Vue satellite de la péninsule du Péloponnèse dont le golfe de Cyparisse sur la côte occidentale.

Le golfe de Cyparisse (en grec moderne : Κυπαρισσιακός Κόλπος / Kyparissiakós Kólpos) est une longue baie incurvée le long de la côte occidentale du Péloponnèse, en Grèce.
Il tire son nom de la ville de Kyparissia.

## Géographie
Le golfe de Cyparisse s'étend entre le cap Katakolo au nord, et le cap Konello au sud. Il baigne les villes de Pyrgos (au nord), Zacháro (au centre), et Kyparissia (au sud).
L'Alphée et la Néda s'y jettent.

## Histoire
Le golfe de Cyparisse portait le nom de golfe d'Arcadie du Moyen Âge au XIXe siècle.